# Tiofosgen
Tiofosgen eller tiokarbonylklorid är en giftig och frätande gul till orange vätska med formeln SCCl2.

## Egenskaper
I kontakt med vatten hydrolyseras tiofosgen till karbonylsulfid (OCS) och saltsyra (HCl).
{\displaystyle {\rm {SCCl_{2}+H_{2}O\rightarrow OCS+2\ HCl}}}

## Framställning
Tiofosgen framställs i en tvåstegsprocess av koldisulfid som först kloreras till triklormetansulfenylklorid (CCl3SCl).
{\displaystyle {\rm {CS_{2}+3\ Cl_{2}\rightarrow CCl_{3}SCl+S_{2}Cl_{2}}}}
Reaktionen sker med ett underskott på klor för att förhindra att processen fortsätter mot att producera koltetraklorid. Triklormetansulfenylkloriden får sedan angripa en metall (oftast tenn) vilket ger tiofosgen och metallklorid.
{\displaystyle {\rm {CCl_{3}SCl+Sn\rightarrow CSCl_{2}+SnCl_{2}}}}

## Användning
Tiofosgen används som dienofil för att producera cyklohexen i en Diels–Alderreaktion och för att bilda tioketoner.